# Babadam
Babadam est une localité du Cameroun située dans l'arrondissement de Bogo, le département du Diamaré et la région de l’Extrême-Nord.

## Population
En 1975, la localité comptait 87 habitants, des Mousgoum.
Lors du recensement de 2005, on y a dénombré 312 personnes.